# Antonio Numai
Antonio Numai (Forlì, ... – 1568) è stato un vescovo cattolico italiano, nipote di Cristoforo Numai.

## Biografia
Antonio Numai fu vescovo di Isernia e come tale, partecipò al Concilio di Trento.
Il 19 dicembre 1524, Clemente VII lo nominò vescovo di Isernia. Durante i suoi più di 40 anni di episcopato rese "notabili benefici" alla diocesi.
Fu anche canonico benefattore di Fano. Si dimise dall'incarico di vescovo di Isernia nel 1567, "sentendosi aggravato dall'incarco della vecchiaia". Morì l'anno successivo, "con fama somma del suo nome". Fu sepolto a San Girolamo ma la lapide dove era incisa la sua effigie, già a metà del XVIII secolo, era consumata dalla pressione dei piedi dei visitatori della chiesa. Con un suo lascito nel convento di Forlì fu costruita nel 1571 una nuova infermeria e, successivamente, una spezieria.

## Genealogia episcopale
La genealogia episcopale è:
- Cardinale Willem Enckenwoirt
- Vescovo Antonio Numai